# Fritz-kola

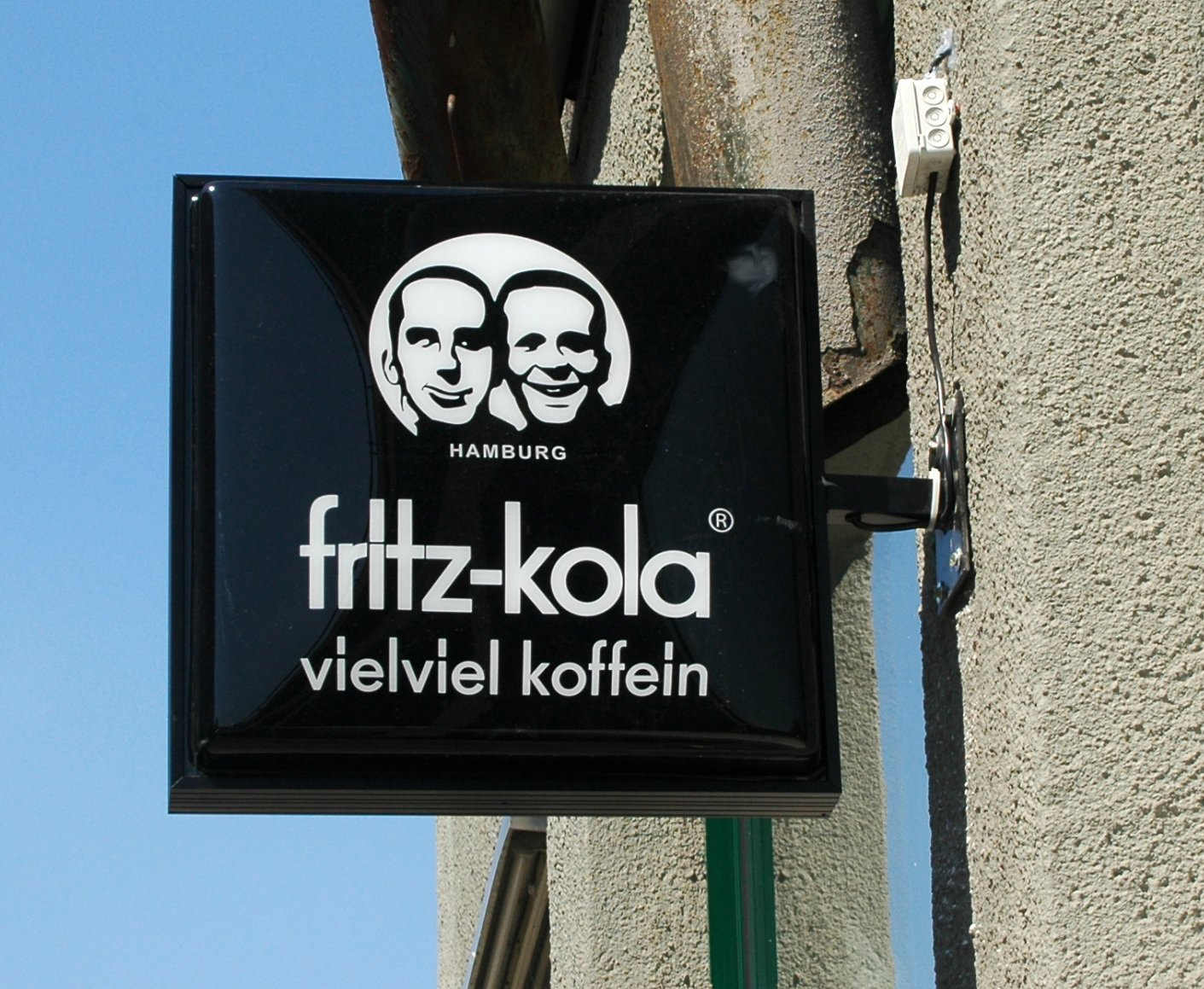
Uithangbord voor fritz-kola

Het Duitse fritz-kola is een colamerk dat sinds februari 2003 op de markt is. Het bedrijf achter fritz-kola is gevestigd in Hamburg.
De firma is opgericht door Lorenz Hampl en Mirco Wolf Wiegert. Zij waren verantwoordelijk voor productie, reclame en verkoop. Hampl verliet in 2016 de onderneming.
Fritz-kola bevat een cafeïnegehalte van 25 mg per 100 ml plus iets meer citroen dan de reguliere colamerken en wordt uitsluitend geleverd in glazen flessen.
Aanvankelijk werd fritz-kola alleen verkocht in Hamburg en de nabije omgeving, maar later ook in de rest van Duitsland. Fritz-kola is ook in Nederland, België, Polen en Oostenrijk verkrijgbaar.
Naast de "klassieke" fritz-kola kwam er ook een lightversie en een variant met koffiesmaak. Andere frisdranken worden aangeboden onder de naam fritz-limo.